# Cuvat
Cuvat ist eine französische Gemeinde mit 1638 Einwohnern (Stand: 1. Januar 2022) im Département Haute-Savoie in der Region Auvergne-Rhône-Alpes. Sie gehört zum Arrondissement Saint-Julien-en-Genevois und ist Mitglied im Gemeindeverband Communauté de communes du Pays de Cruseilles. Die Einwohner werden Cuvetins und Cuvetines genannt.

## Geographie
Cuvat liegt auf 675 m, etwa neun Kilometer nördlich der Stadt Annecy (Luftlinie). Das ehemalige Bauerndorf erstreckt sich an aussichtsreicher Lage auf einem Hügel nördlich des Beckens von Annecy im Alpenvorland, über dem Tal des Viéran, im Genevois.
Die Fläche des 4,72 km² großen Gemeindegebiets umfasst einen Abschnitt des Genevois. Die östliche Grenze verläuft entlang einem Quellbach des Viéran, einem rechten Seitenfluss des Fier. Von hier erstreckt sich das Gemeindeareal westwärts auf die Höhe und das Plateau von Cuvat sowie in das Quellgebiet des Viéran. Ganz im Westen reicht der Gemeindeboden auf den bewaldeten Höhenrücken der Montagne de Mandallaz, auf der mit 902 m die höchste Erhebung von Cuvat erreicht wird.
Zu Cuvat gehören neben dem eigentlichen Ortskern auch verschiedene Weilersiedlungen und Gehöfte, darunter:
- Le Murgier (650 m) am Hang unterhalb von Cuvat
- Les Lavorels (750 m) auf dem Plateau am Ostfuß der Montagne de Mandallaz

Nachbargemeinden von Cuvat sind Choisy und Allonzier-la-Caille im Norden, Saint-Martin-Bellevue im Osten, Pringy im Süden sowie La Balme-de-Sillingy im Westen.

## Sehenswürdigkeiten
Die Dorfkirche von Cuvat stammt aus dem 19. Jahrhundert, besitzt einen Zwiebelturm und eine bemerkenswerte Ausstattung aus der Erbauungszeit.

## Bevölkerung
| Jahr                       | 1962 | 1968 | 1975 | 1982 | 1990 | 1999 |
| Einwohner                  | 190  | 212  | 291  | 360  | 518  | 770  |
| Quellen: Cassini und INSEE |      |      |      |      |      |      |

Mit 1638 Einwohnern (Stand 1. Januar 2022) gehört Cuvat zu den kleinen Gemeinden des Département Haute-Savoie. Im Verlauf des 19. und 20. Jahrhunderts nahm die Einwohnerzahl aufgrund starker Abwanderung kontinuierlich ab (1861 wurden in Cuvat noch 323 Einwohner gezählt). Seit Beginn der 1970er Jahre wurde jedoch dank der attraktiven Wohnlage und der Nähe zu Annecy wieder eine markante Bevölkerungszunahme verzeichnet. Außerhalb des alten Ortskerns wurden zahlreiche Einfamilienhäuser errichtet.

## Wirtschaft und Infrastruktur
Cuvat war bis weit ins 20. Jahrhundert hinein ein vorwiegend durch die Landwirtschaft geprägtes Dorf. Daneben gibt es heute einige Betriebe des lokalen Kleingewerbes. Viele Erwerbstätige sind Wegpendler, die im Raum Annecy ihrer Arbeit nachgehen.
Die Ortschaft liegt abseits der größeren Durchgangsstraßen, ist aber von der Hauptstraße N201, die von Annecy nach Saint-Julien-en-Genevois führt, leicht erreichbar. Weitere Straßenverbindungen bestehen mit Allonzier-la-Caille, Pringy und Choisy. Der nächste Anschluss an die Autobahn A41 befindet sich in einer Entfernung von rund 3 km.

## Persönlichkeiten
- Werner Thönnessen (1929–2011), Gewerkschafter und Pressesprecher, lebte seit 1989 in Cuvat.